# ニューライト (韓国)
ニューライト（New Right、朝鮮語読み：ニュライトゥ、朝: 뉴라이트）とは、2000年前後から韓国に登場した、新しいタイプの右翼運動または新保守運動を指す。直訳で新右翼だが、ソウル大学名誉教授の安秉直が2006年にニューライト財団を立ち上げて以後、「ニューライト（またはニュライトゥ）」の呼称が定着した。安は同代表。

## 概要
ウリ党を「プロレタリア民主主義」と切り捨てつつ、軍政の流れを汲むハンナラ党をも「オールドライト」（旧型右翼）と呼んで批判する。反共主義とは無縁で、韓国共産党の結成にも反対しないと述べ、安はカール・マルクスも評価している。オールドライトが資本育成を重視し、労働者の生活と権利を軽視したことにも批判的で、中産階級と市民運動の育成を目指す。
南北統一にも冷淡である。南北交流は中止すべきだと主張しており、体制崩壊後の北朝鮮を韓米日による共同管理体制下に置くことも提唱している。李栄薫は「民主主義と市場経済に基づく南の国家と、筆者が見たところ韓国史がかつて経験した国家的農奴制の再来に等しい、国家理性の発達水準が支配階級が首都に集住した高麗時代へと後退したようにすら見える、北の国家と一つになるという突飛な国家工学が国民大衆からあれだけ広範囲かつ献身的な支持を引き出していることは、ある有能な政治指導者の巧妙な大衆操作のせいでしかないとは言い切れず、有史以来、韓国人は一つの共同民族体だったという、どうやっても証明できない神話の怪力としか説明しようがない。」と述べている。「北朝鮮民主化ネットワーク」が母体であることと無関係ではない。
近年では植民地近代化論を実証的に提起しており、植民地時代に朝鮮の近代化が進められたと主張しているが、批判的な学者からは日本の自由主義史観に類似するものとして否定的評価を受けており、売国奴と批判するものも存在している。また、実際にニューライトの動きが自由主義史観の言論に利用されていると批判する者もいる。これに対してニューライト側の学者は、自分たちの主張は朝鮮の経済の歴史的な連続性を捉えなおすもので、また従来「侵略と収奪」の側面からのみ語られる傾向のあった日本の植民地支配下における朝鮮人自身の活動について、開発の側面から記述する観点を付加するもので、植民地統治を肯定するものではないとしている。李栄薫は「植民地近代化論といえば、人びとは日本の朝鮮支配を美化するものと考えていますが、とんでもない思い違いです。真の意味での収奪と差別がいかなるメカニズムを通じて展開していたのかを、あるがままに見ようというのが植民地近代化論です。文字通り植民地的に進行する近代化なのです。」と反論している。小倉紀蔵も「『植民地時代に韓国は近代化し発展した』と説き韓国人の猛烈な反発と批判を受けても、実証への信頼があるから全く動じない。とはいえその主張は日本の支配の美化ではなく、日本の『右』を勇気づけるものでもない。」と評している。
2005年11月8日にはニューライト全国連合が発足した。創立総会では「歴史に対する報復政治により、大韓民国の可能性と将来性が消尽する姿をこれ以上座視できない。大韓民国は、新しいビジョンで武装し、これを実践できる先進化勢力が主導しなければならない。健全な右派の価値を日常的、全国的に国民に拡散させなければならない」と発表した。創立総会にはハンナラ党朴槿恵代表（後の第18代大統領）、李明博ソウル市長（後の第17代大統領）が出席した。
2009年3月24日、韓国ダウムの左派のホームグラウンドと化している討論掲示板アゴラに「ニューライト全国連合がアゴラの皆さんと対話を始めます」という文を掲載し、「米国産牛肉を食べれば今すぐ死ぬようなことを言うのは、正常ではありません。」などの書き込みを行い「常識を作って行く“国民ポータル運動”を開始します」と宣言した。
民主化以降の韓国近現代史教科書に左傾化傾向が目立つと主張し、韓国の近現代史を書き改めた「代案教科書」を提案したが、シンポジウム会場に左派系民族活動家が押しかけて乱闘になるという騒ぎが起きた。2008年3月24日には韓国政府から資金援助を受けている南北共同宣言実践連帯は代案教科書に記載されている「35年間の日帝強制占領を暴力的収奪ではなく近代的財産制度と市場経済の原理に準じていたものであり、日本の土地収奪は土地財産に対する証明制度を完備させることで土地取り引きと担保金融を発展させていた。」などの記述に対して歴史歪曲であると強く非難する声明を出している。2013年8月には5・16軍事クーデターなどの一部も肯定的に執筆されたこの「教学社」の教科書が検定を通過。20の高校で採用されたが、「内容が親日的」と採用校への非難が殺到し、撤回に追い込まれるところも出た。
ニューライト全国連合の賛同者であった朴槿恵前韓国大統領はニューライト系の学者を重用して教科書国定化を目指しているとされる。